# Глядки (Новгородская область)
Глядки — деревня в Окуловском муниципальном районе Новгородской области, относится к Боровёнковскому сельскому поселению.
Деревня расположена на Валдайской возвышенности, в 17 км к западу от Окуловки (34 км по автомобильной дороге), до административного центра сельского поселения — посёлка Боровёнка 9 км (14 км по автомобильной дороге).
| 2010 |
| ---- |
| 0    |

## История
В Новгородской губернии деревня была приписана к Заозёрской волости Крестецкого уезда, а с 30 марта 1918 года Маловишерского уезда.

## Транспорт
Ближайшая железнодорожная станция расположена на главном ходу Октябрьской железной дороги — в Боровёнке.